# NGC 3969
NGC 3969 este o galaxie lenticulară situată în constelația Cupa. A fost descoperită în 1886 de către Ormond Stone⁠(d).